# Rhynchozoon limatulum
Rhynchozoon limatulum är en mossdjursart som beskrevs av Ryland och Hayward 1992. Rhynchozoon limatulum ingår i släktet Rhynchozoon och familjen Phidoloporidae. Inga underarter finns listade i Catalogue of Life.